# Diphyllostoma
Diphyllostoma ist die einzige Gattung der Familie Diphyllostomatidae aus der Käfer-Überfamilie der Scarabaeoidea. 

## Merkmale

### Käfer
Die Käfer haben eine Länge von 5,0 bis 9,0 Millimeter. Ihr Körper ist langgestreckt und oval und hat eine braune bis rotbraune Farbe. Der Kopf hat nach vorne gerichtete Mundwerkzeuge und ist nicht nach unten gerichtet. Die zehngliedrigen, am Ende keulenförmig verdickten Fühler sind gerade und nicht gekniet. Sie sind mit feinem Toment bedeckt. Die Mandibeln sind kräftig ausgebildet und an der Spitze entweder eckig oder abgerundet. Sie treten über den Apex des Labrums hervor. Die Maxillar- und Labialpalpen sind viergliedrig. Der Halsschild ist schwach konvex und besitzt keine Tuberkel, Rillen, Furchen oder Fortsätze. Seine Basis ist schmaler als die der Deckflügel. Das parabelförmige Schildchen (Scutellum) liegt frei. Die Hüften (Coxen) der Vorderbeine sind nahezu kegelförmig. Die Hüften der mittleren Beine grenzen nahezu aneinander. Die Schienen (Tibien) der Vorderbeine sind am Außenrand gezähnt. An ihrem Apex fehlt der ausgezogene Sporn. Die Schienen der mittleren und hinteren Beine tragen Rillen und haben an ihren Apizes zwei Sporne. Die einfachen Klauen sind alle gleich groß. An den Tarsen ist ein Empodium ausgebildet, das mit seiner Spitze bis zum fünften Tarsomer reicht und zwei Borsten trägt. Die leicht konvexen Deckflügel sind langgestreckt und verdecken das Pygidium. Sie sind mit leicht eingedrückten Punktreihen versehen. Die Männchen sind voll flugfähig, die Weibchen haben zurückgebildete Flügel und können nicht fliegen. Der Hinterleib hat sieben sichtbare Sternite, auf denen sich in den Pleuralmembranen funktionsfähige Tracheenöffnungen befinden. Die Genitalien der Männchen haben einen dreifachen Lobus.
Folgende Autapomorphien grenzen die Art von den übrigen Familien der Scarabaeoidea ab: Der Hinterleib hat sieben Ventrite, die Hinterflügel haben einen einzigen, frei stehenden Ast der zweiten Analader, die mittleren und hinteren Schienen haben an der Außenseite einen schrägen Kamm von kleinen Dornen und einen Saum von Dornen am Apex, die Tarsomere, insbesondere der erste und fünfte sind verhältnismäßig lang, der Trochantin an der Basis der Vorderbeine liegt frei und die Männchen haben einen nach vorne gerichteten Fortsatz am basalen Teil des Penis.

## Verbreitung und Lebensweise
Die drei bisher bekannten Arten der Diphyllostoma sind Endemiten der Westküste Kaliforniens. Die Lebensweise der Käfer ist nur sehr lückenhaft erforscht. Die Larven sind bisher gänzlich unbekannt, man vermutet jedoch, dass sie im Erdboden leben.

## Taxonomie und Systematik
Ursprünglich wurde die Gattung 1901 durch Henry Clinton Fall den Schrötern (Lucanidae) zugerechnet, dessen Zuordnung lange Bestand hatte. Erst 1972 stellte Beverley Anne Holloway die Gruppe in eine eigene Familie. Sie vermutete, dass sie nahe mit dem Mistkäfern (Geotrupidae) verwandt wären, Browne und Scholtz vermuten jedoch die Schröter als das nächstverwandte Schwestertaxon. Bisher sind folgende drei Arten bekannt:
- Diphyllostoma fimbriata Fall, 1901
- Diphyllostoma linsleyi Fall, 1932
- Diphyllostoma nigricollis Fall, 1901

## Belege